# Матч всех звёзд НХЛ 2001
51-й Матч всез звёзд НХЛ сезона 2000–01 года проходил в Денвере,на домашней арене команды Колорадо Эвеланш 4 февраля 2001 года.
В матче состоялся один рекорд (результативности Матчей всех звёзд всех времён 12:14, превзойти который вряд ли когда-нибудь удастся) и не состоялся другой: если бы Марио Лемьё забросил 3 шайбы и набрал 6 очков, а матч располагал к этому, или получил приз MVP (4-й за карьеру), то обогнал бы Уэйна Гретцки по этим показателям в Матчах всех звезд. Этого ждали все, после феноменального возвращения "Супер-Марио"

## Составы команд

### Звёзды Америки
- Вратари:  Шон Бурк, Патрик Руа, Мартин Бродер
- Защитники:  Рэй Бурк, Скотт Стивенс, Роб Блэйк, Скотт Нидермайер, Эд Жовановски, Брайан Лич
- Нападающие:  Пол Кария, Марио Лемьё, Тео Флери, Люк Робитайл, Симон Ганье, Бретт Халл, Джо Сакик, Билл Герин, Джейсон Эллисон, Даг Уэйт, Тони Амонти, Дональд Одетт

### Звёзды мира
- Вратари:  Доминик Гашек, Роман Чехманек, Евгений Набоков
- Защитники:  Сергей Гончар, Маркус Рагнарссон, Никлас Лидстрем, Сандис Озолиньш, Янне Ниинимаа, Теппо Нумминен
- Нападающие:  , Алексей Ковалёв, Сергей Фёдоров[2], Петер Форсберг, Сами Капанен,Милан Гейдук[3], Зигмунд Палффи, Павел Буре, Матс Сундин, Маркус Нэслунд, Сергей Самсонов[4], Радек Бонк, Мариан Хосса, Фредрик Модин

## Конкурсы «Суперскиллз»
Звёзды Америки-Звёзды мира - 15:13 (2:0, 2:0, 0:2, 1:1, 5:3, 5:7)
КОНТРОЛЬ ШАЙБЫ - Пол Кария, Анахайм Майти Дакс
ЗАБЕГ НА СКОРОСТЬ  - Билл Герин, Бостон Брюинз, 13,69 сек.
БРОСКИ НА ТОЧНОСТЬ  - Рэй Бурк, Колорадо Эвеланш, 4 мишени за 6 бросков.
СИЛА БРОСКА  - Фредерик Модин, Тампа Бэй Лайтнинг, 102,1 миля в час (164,3 км/ч)
БУЛЛИТЫ - Шон Бурк, Финикс Койотис - 4 пропущеных шайбы из 13 бросков.

## Ход матча

### Статистика
1-й период
- 1:0 Флери - 1 (Кария, Стивенс), 0:49
- 1:1 Сундин - 1 (Модин, Лидстрем), 8:01
- 2:1 Герин - 1 (Уэйт), 11:22
- 3:1 Робитайл - 1 (Эллисон, Блэйк), 12:00
- 3:2 Сундин - 2 (Модин, Нумминен), 17:05
- 3:3 Форсберг - 1 (САМСОНОВ), 17:26

2-й период
- 3:4 Нэслунд - 1 (ГОНЧАР, Хосса), 2:40
- 4:4 Амонти - 1 (Уэйт), 3:25
- 5:4 Лемьё - 1 (Стивенс), 4:53
- 6:4 Сакик - 1 (Кария, Флери), 6:59
- 6:5 САМСОНОВ - 1 (Форсберг, Лидстрем), 8:08
- 7:5 Амонти - 2 (Герин, Лич), 8:36
- 8:5 Герин - 2 (Амонти), 14:36
- 8:6 Палффи - 1 (Модин, Сундин), 17:01
- 9:6 Робитайл - 2 (Одетт), 18:13
- 9:7 ФЕДОРОВ - 1 (БУРЕ, Ковалёв), 19:35

3-й период
- 9:8 Хейдук - 1 (ОЗОЛИНЬШ, Форсберг), 1:05
- 10:8 Уэйт - 1 (Амонти, Герин), 2:56
- 11:8 Ганье - 1 (Лемьё, Халл), 5:16
- 11:9 Бонк - 1 (Нэслунд, Хосса), 5:50
- 11:10 ФЕДОРОВ - 2 (БУРЕ, Нумминен), 8:55
- 12:10 Флери - 2 (Кария), 12:03
- 12:11 Ковалёв - 1 (Сундин, ГОНЧАР), 13:57
- 13:11 Ганье - 2, 17:07
- 14:11 Герин - 3 (Жовановски, Уэйт), 17:58
- 14:12 Лидстрем - 1 (Палффи, Модин), 19:59

Броски: 53 (17+20+16) - 45 (11+11+23)